# Dikson (insulă)
Dikson este o insulă stâncoasă din partea de nord-est a golfului Enisei din Marea Kara, la ieșirea din Golful Enisei în Oceanul Arctic, la 1,5 km de continent, pe Ruta Mării Nordului, la doar două ore de zbor până la Polul Nord. Suprafață - aproximativ 25 km², înălțime medie - aproximativ 26 m, maxim - până la 48 m .